# فردریک استیپوتن
فردریک استیپوتن (انگلیسی: Frederick Stapleton; ۱۱ مارس ۱۸۷۷ – ۱۱ سپتامبر ۱۹۳۹) بازیکن واترپلو اهل بریتانیا بود.
وی در مسابقات بین‌المللی در مجموع برندهٔ ۱ مدال طلا شده‌است.